# Aleks Syntek
Raúl Alejandro Escajadillo Peña, conegut amb el seu nom d'artista Aleks Syntek, és un músic mexicà. Va néixer a la ciutat de Mèrida a l'estat de Yucatán, el 29 de setembre de 1969.
Tot i ser autodidacta, és considerat com un dels músics més talentosos de Mèxic. Als tretze anys va començar com actor infantil en films de propaganda i en la sèrie infantil Alegrias de meido dia, més tard intitulada Chiquillades al rodatge de la qual va viure un primer amor d'adolescent amb Lucero Hogaza. Quan va complir els setze anys debuta professionalment com a músic i compositor. Compòn de forma lírica amb sintetitzadors i ordenadors.

## Biografia
L'any 1989 Aleks Syntek, el percussionista Michael Rojkind i el guitarista León Chiprut van formar el grup musical anomenat Aleks Syntek y la Gente Normal, un grup de música pop, amb elements de pop nord-americà i jazz europeu. El 1990, amb el segell EMI Capitol, realitzen llur primer enregistrament. Els primers senzills «¡Hey tú!», «Unos quieren subir» i «Una pequeña parte de ti» van tenir molt succés commercial.
Tres anys més tard, el 1993, surt un segon disc, titulat Más fuerte de lo que pensaba al qual participa el baix Sabo Romo. Aquest àlbum consolida la seva popularitat al mercat internacional i fa unes primeres gires a Centreamèrica i Sud-amèrica. Sobresurten cançons com «Mis impulsos sobre ti», «El camino» i «Más fuerte de lo que pensaba».
En 1995 realitzen el seu nou àlbum, anomenat Bienvenido a la vida. En aquesta producció, cançons com a «Bienvenido a la vida», «La fe de antes» o «Evolución» reflecteixen la qualitat artística de l'agrupació.
Més endavant, el 1997, treuen un quart disc. En aquest disc es presenta el que Aleks i Michael consideren la continuació del senzill «Mis impulsos sobre ti». Aquest senzill, «Otra parte de mí», és una de les millors produccions que Syntek hagi realitzat.
Aquest any, participa en un homenatge fet a Queen per artistes llatins. Hi canta una versió de «Somebody to Love». Per a aquest any, Syntek ja cantava sol. El 1998 Syntek participa en un homenatge a José José fet per artistes llatins, hi canta una versió de «Pronto».
Dos anys després, el 1999, Aleks Syntek surt el senzill: «Sexo, pudor y lágrimas», que pertany a la banda sonora del film del mateix nom. Aquest mateix any s'edita el compilat Aleks Syntek 89-99. En aquest disc Aleks dona un resum del seu millor treball musicaldels deu primers anys de carrera. Surten dos nous senzills: «Tú necesitas» i «Sintonización» composts el 1988.
Aleks Syntek va fer doblatges al castellà en films com a Robots i va participar en el dibuix animat de Steven Spielberg La ruta cap a El Dorado, en la qual va doblegar al castellà la veu de «Miguel», el protagonista. El 2001 va seguir l'àlbum De noche en la ciudad, i el primer senzill és «Por volver a verte», una versió de la cançó dels anys 1980 del compositor Dyango.
Des de llavors, Syntek va llançar simultàniament el 2003 un primer DVD, amb els videoclips de tota la seva trajectòria, i un àlbum anomenat Múltiple, integrat per rareses i cançons especials, com el del «Teletón 2002» o el tema oficial de la família P. Lluiti, idea del comediant Eugenio Derbez.
Per 2004 llança Mundo Lite, un disc més madur i elaborat del qual destaca el senzill «Duele el amor», a duet amb Ana Torroja. Una cançó que el va ajudar a vèncer els traumatismes d'amors trencats de la seva adolescència. Amb aquest àlbum realitza una gira que culmina a l'Auditori Nacional i se'n va fer un DVD. Aquest mateix any, Synek participa en dibuix animat Robots, on realitza el doblatge de Rodney, a més de cantar el tema principal, «Un héroe real».

## Premis guanyats
Tres nominacions als premis Grammy, 3 premis Billboard, 2 nominacions als premis MTV.

## Discografia

### Aleks Syntek y la Gente Normal
- ¡Hey Tú! (1990)
- Más fuerte de lo que pensaba (1993)
- Bienvenido a la Vida (1995)
- Lugar secreto (1997)
- 89-99 (1999)

#### Solista
- Sexo, pudor l Lágrimas (B.S.O.) (1999)
- De noche en la ciudad (2001)
- Múltiple (2003)
- Mundo Lite (2004)
- Lección de vuelo (2007))
- Lección de éxitos (2008)
- 20 Años: 1989-2009 (2008)
- Plug & Play (2008)
- Métodos de placer instantáneo (2009)

#### Edicions Especials
- De Noche en la ciudad (Edició Especial) (2002)
- Mundo Live (CD + DVD) (2005)
- Lección de vuelo (Edició Especial) (2007)
- 20 Años: En vivo (2009)
- Métodos de placer instantáneo (Edició Especial) (2010)